# François-Louis de Saillans

Wappen der Familie Saillans

François-Louis de Saillans (* 30. Oktober 1741 im Château d’Écordal in Écordal (Département Ardennes); † 12. Juli 1792 in Vans) war ein Offizier in der königlichen Armee des Ancien Régime, Kommandant in der Armée catholique et royale de Vendée und letztendlich ein Opfer der Französischen Revolution.

## Herkunft
François-Louis de Saillans war der Sohn von Pierre de Saillans und Marguerite de Beuvry.
Wortlaut der Taufurkunde:

« L’an de grâce mil sept cent quarante et un, le trente d’octobre, je Jean Cousin, prêtre, curé de Justine et d’Herbigny soussigné, ai baptisé le fils de messire Pierre de Saillans, écuyer, seigneur d’Herbigny en partie, y demeurant, et de Marguerite de Beuvry son épouse, mariés ensemble, auquel on a imposé le nom de François-Louis. Le parrain a été messire François-Louis de Canelle, écuyer, seigneur d’Herbigny en partie, y demeurant, sous-brigadier des Gardes du Corps du Roy ; et la marraine Madame Marie-Claire du Guet, épouse de messire de Bournonville avec nous sous-signés. »

„Im Jahr der Gnade eintausendsiebenhunderteinundvierzig, den dreissigsten Oktober, ich, Jean Cousin, Priester und Pfarrer von Justine und Herbigny, als Unterzeichnender habe den Sohn von Herrn Pierre de Saillans, Junker und Herr von Herbigny, und Marguerite de Beuvry, seine mit ihm verheiratete Frau, auf den Namen François-Louis getauft. Der Pate ist Herr François-Louis de Canelle, Junker, Herr von Herbigny zum Teil, dort wohnhaft, Sous-brigadier der Gardes du Corps du Roy; und die Patin Marie-Claire du Guet, Frau von Herr de Bournonville als Mitunterzeichnende.“

Die Grafen de Saillans waren eine alteingesessene Adelsfamilie aus den Ardennen, deren Adelsbrief im Dezember 1668 durch Urteil von Louis-François Le Fèvre de Caumartin, Intendant der Champagne und der Brie, erneuert wurde.
Verbindungen bestanden zu den Familien de Beuvry, de Parthenay, de Hénin-Liétard, den Fürsten von Chimay, den de Beauvau-Craon, den Herzögen von Arenberg und den Prinzen de Ligne. Louis-Pierre d’Hozier, 4. Wappenrichter von Frankreich, bestätigte die Authentizität der am 9. Juli 1749 vorgelegten Adelsnachweise.

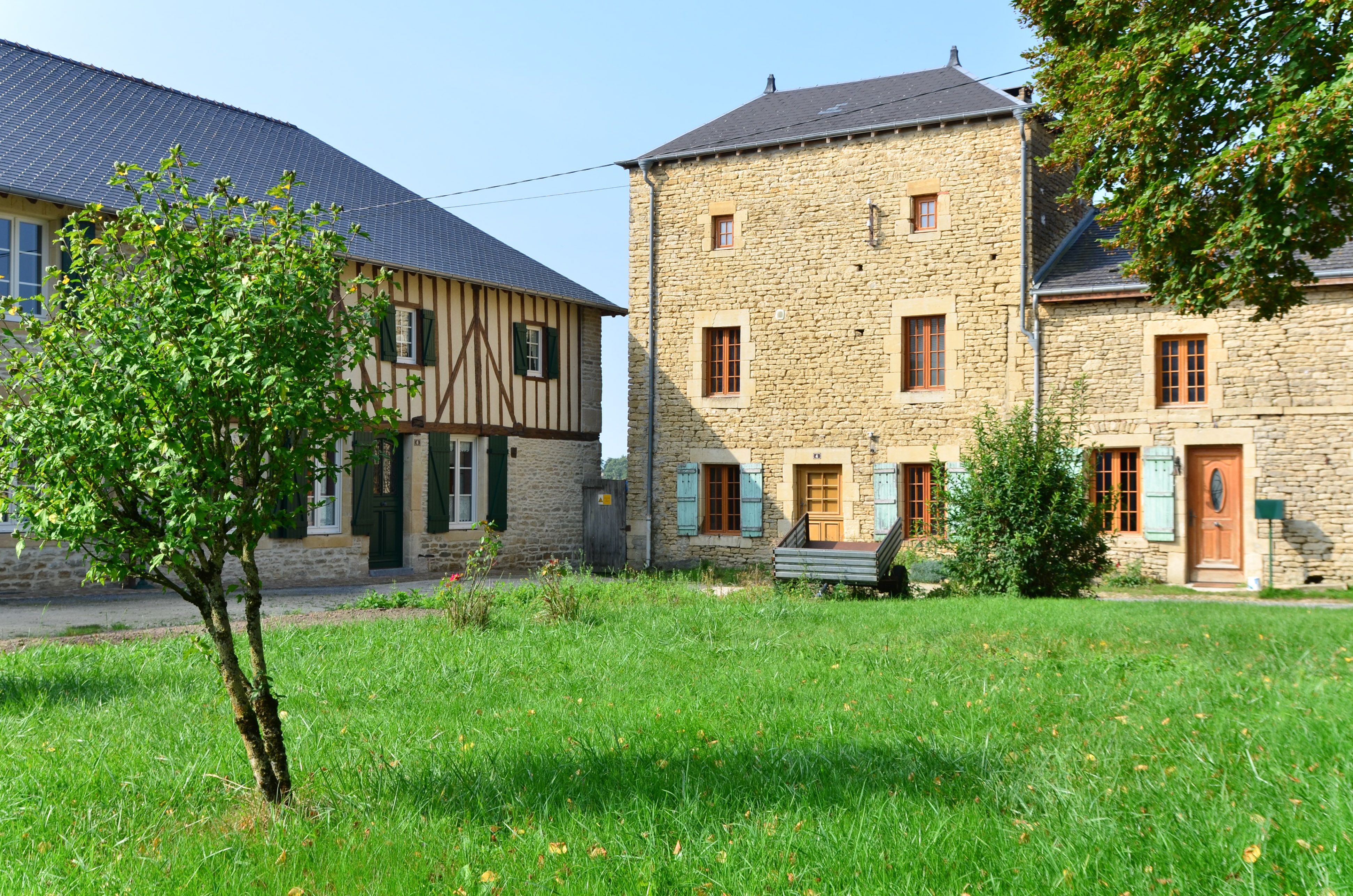
Das Bauwerk heute

## Karriere
Er kam als Page von König Louis XV. nach Paris, wurde Protegé von „Mesdames de France“ (den Töchtern des Königs) und trat mit 16 Jahren in das Militär ein. Am 15. Februar 1757 kam er als Freiwilliger in das Régiment de Bouillon, das am 18. Januar 1757 aufgestellt worden war und bei dem es sich um ein deutsches Regiment (régiment allemand – also ein Fremdenregiment) handelte. In diesem Regiment diente er bis zum 8. März 1759. Am 1. April 1759 wurde er Ensigne im Régiment d’Hainault, dann am 1. Januar 1769 Sous-lieutenant im gleichen Regiment. Im Jahre 1765 erhielt er von den „Mesdames de France“ eine Pension ausgesetzt, was ihm ermöglichte, die königliche Artillerieschule in La Fère zu besuchen.
Die Artillerieschule von La Fère verdankte ihren Ruf zu einem großen Teil der Qualität der Lehrer, die dort dienten. Der Außenminister Duc de Choiseul schrieb an Herrn de Saint-Auban, Maréchal de camp, Leiter einer Brigade des Königlichen Korps:

« Le roi vient, Monsieur, d’accorder au chevalier de Saillans qui à l’honneur d’être protégé par Mesdames, une place d’aspirant à l’ancienne école du corps royal d’artillerie de La Fère. Vous le recevrez en cette qualité lorsqu’il vous présentera cette lettre. J’ai l’honneur d’être très parfaitement, Monsieur, votre humble et très obéissant serviteur. »

„Monsieur, der König hat dem Chevalier de Saillans, der die Ehre hat, von Mesdames unterstützt zu werden, einen Platz als Aspirant an der ehemaligen Schule des Königlichen Artilleriekorps von La Fère gewährt. Sie werden ihn als solchen aufnehmen, wenn er Ihnen diesen Brief vorlegt. Ich habe die Ehre, Monsieur, völlig Ihr demütiger und sehr gehorsamer Diener zu sein.“

Am 11. Dezember 1768 wurde er Sous-aide major und nach Korsika versetzt. Auf besonderen Befehl des Königs vom 1. März 1771 wurde der Chevalier de Saillans entlassen, blieb aber trotzdem im Dienst, und mit Schreiben vom 17. April desselben Jahres wurde das von König Ludwig XV. unter Berücksichtigung seiner bisherigen Dienste genehmigt. 1771 erhielt er seine Beförderung zum Capitaine und wurde in eine Garnison in Lothringen versetzt. Am 25. Juli des gleichen Jahres wurde er mit seiner Truppe unter dem Kommando von Baron de Viomesnil und M. de Choisy nach Polen kommandiert, um, gemäß der Konföderation von Bar, den Aufstand gegen den russisch protegierten König Stanislas Poniatowski zu unterstützen. Es gab einige erfolgreiche militärische Operationen, von denen die bemerkenswerteste die Eroberung der Burg Krakau und ihre Verteidigung war. Aber angesichts der Macht der Russen mussten sich die Konföderierten unterwerfen. Österreich und Preußen haben dann mit Russland die erste Teilung Polens durchgeführt.
Am 2. Februar 1772 wurde er zum Helden der Eroberung des Krakauer Schlosses, einer Waffenleistung, die damals sogar Gegenstand eines gedruckten Buches war und Choisy dazu brachte, ihm voll des Lobes zu schreiben:

« Je vous dois, mon cher Saillans, toute ma gloire. »

„Ich schulde Ihnen, mein lieber Saillans, all meinen Ruhm.“

und dafür zu sorgen, dass Saillans am 1. Juni das Kreuz des Ordre royal et militaire de Saint-Louis verliehen wurde. Er geriet dann in russische Gefangenschaft, die bis August 1773 andauerte.
Bei seiner Rückkehr wurde Saillans per Brevet am 21. Juli zum Edelmann in der Kammer von Monsieur, dem Bruder des Königs, ernannt. Diesen Posten sollte er bis zur Revolution behalten.
1786 traf er den Baron Jules-David de Cromot du Bourg, den neu ernannten Finanzkommissar, der für die Häuser, Anwesen und Finanzen von Louis-Stanislas, Graf von Provence (später Louis XVIII.), zuständig war.
Cromot du Bourg stellte Saillans seine Nichte, Françoise de Cromot, vor. Die Familie de Cromot stammte aus dem Burgund, wo sie Besitz im Avallonnais (Département Yonne) hatte.
François-Louis de Saillans und Françoise de Cromot heirateten, wobei Jules-David de Cromot du Bourg der Trauzeuge war. Als Mitgift kaufte der sehr reiche de Cromot in Paris ein großes Stadthaus (rue Cadet Nr. 9).
Weiterhin wurde François-Louis über die mitgebrachten Besitzungen seiner Frau Seigneur de Vassy et de La Vaire (Ländereien bei Avallon im Burgund).
Durch den ständigen Wechsel der Garnisonen war der Comte de Saillans in Épinal, Huningue, Sedan, Vienne, Pont-Saint-Esprit, Largentière und Alès stationiert.

## Revolutionszeit
Am 1. Mai 1788 wurde er zum Major im „Bataillon de chasseurs de Roussillon“ (Roussillon-Jägerbataillon) ernannt. Im November 1791 wurde er in Perpignan im gleichen Bataillon zum Colonel-lieutenant (Oberstleutnant) befördert. Die Offiziere der Garnison Perpignan waren in der Mehrzahl königstreu und antirevolutionär eingestellt, der Comte de Saillans allen voran. War er nicht einer der jüngsten Ritter des Ordens von Saint-Louis und hatte er bei dessen Verleihung nicht den Treueid gegenüber seinem Souverän und Geschworenen geleistet „… zu verteidigen seinen König und die katholische Religion“?
In der Nacht vom 6. auf den 7. Dezember 1791 suchten an die hundert Offiziere mit dem Comte de Saillans an der Spitze den General Chollet, Garnisonskommandant in Perpignan, auf und überredeten ihn, die Leitung einer royalistischen Verschwörung zu übernehmen. Die Sache wurde publik, Chollet wurde denunziert, verhaftet und nach Versailles gebracht, wo er auf dem Weg zur Orangerie massakriert wurde. Der Comte de Saillans wurde ebenfalls angeklagt, konnte jedoch nach Koblenz entkommen, wo sich eine royalistische Opposition unter der Führung der Prinzen Condé etabliert hatte und wo er in die Armee der Emigranten eintrat.
Das sogenannte dritte Feldlager von Jalès wurde vom Comte de Saillans kommandiert. Die Prinzen ernannten dann den Maréchal de camp Thomas Conway, einen irischen Soldaten im Dienste Frankreichs, zum Befehlshaber und stellten ihm den Comte de Saillans als Stellvertreter zur Seite. Thomas Conway zeigte sich jedoch unentschlossen, sich in dieser Sache zu engagieren, er verzögerte möglichst lange die Reise nach Frankreich.
De jure nur stellvertretender Kommandant unter Conway, begann sich der Comte de Saillans jedoch bald dieses Unterstellungsverhältnisse zu entledigen und als Oberkommandierender zu gebärden. Er bezeichnete sich als „General der Christlichen und königlichen Armee des Ostens“ (Général de l’Armée chrétienne et royale de l’Orient). Die Prinzen sahen sich daher gezwungen, ihn in einem Schreiben auf seine tatsächliche Rolle hinzuweisen:

« Nous avons été surpris Monsieur de voir arriver ici un officier de votre part, sans les ordres et même sans permission de Monsieur le comte de Conway. Vous avez oublié que l’officier général que nous avons revêtu de l’autorité du Roi en est le seul dépositaire ; que nous ne voulons recevoir des projets que par lui et que vous devez obéir à ses ordres dans tous les cas. »

„Wir waren überrascht, Monsieur, als ein Offizier in Ihrem Namen hier ankam, ohne Befehl und sogar ohne Erlaubnis des Comte de Conway. Sie haben vergessen, dass er der einzig rechtmässige Generaloffizier ist, den wir mit der Autorität des Königs ausgestattet haben, dass wir nur Projekte von ihm erhalten wollen und dass Sie seinen Befehlen in jedem Fall gehorchen müssen.“

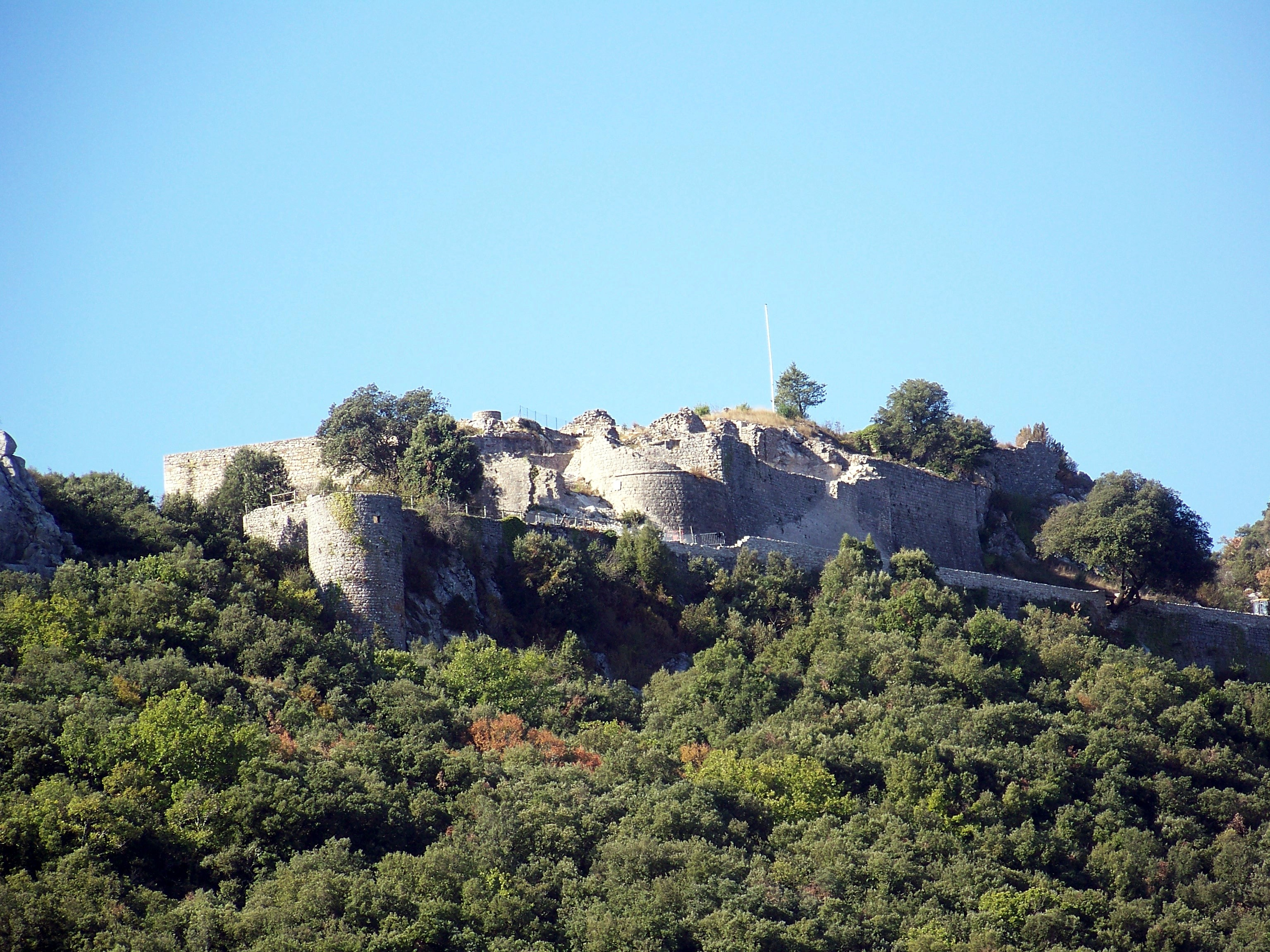
Ruinen der 1792 zerstörten Burg

Saillans wollte unbedingt die Initiative ergreifen und verließ sich auf die 20.000 Mann Unterstützung, die ihm versprochen worden waren. Er wartete nicht auf die Befehle der Prinzen oder von Conway, sondern beschloss, zusammen mit dem Chevalier Isidore de Melon und Joseph Marie Chabalier, den Aufstand durch einen Angriff auf die Burg in Banne am 4. Juli 1792 zu beginnen. Durch die Kämpfe brach in der Burg ein Feuer aus, die Garnison ergab sich dann schnell, Saillans konnte mit den 1200 Mann unter seinem Kommando kurzzeitig die Kontrolle der Ebene und der umliegenden Pfarreien übernehmen. Dies geschah ohne Rücksicht auf die Anwesenheit der Republikaner, die mit Truppen in der Nähe standen und die Soldaten von Saillans unverzüglich zu verfolgen begannen.
Die Truppen der Republikaner aus dem Département Gard und dem Département Ardèche griffen ab dem 11. Juli an. Die Männer von de Saillans wurden massakriert, das Dorf Saint-André-de-Cruzières niedergebrannt, ebenso Jalès. Saillans hatte jetzt nur noch Banne. Am 12. Juli versuchte der in die Enge getriebene Saillans in Bauernkleidung in das Département Lozère zu entkommen. Er bewegte sich in Richtung Elze, zum Haus eines seiner Anhänger, um dort zu übernachten. Begleitet wurde er von seinem Diener und zwei Priestern, Pater Pradon aus Bannes und Pater Boissin aus Puech, sowie einem alten Mann namens Nadal. Am nächsten Tag, dem 12. Juli um sieben Uhr morgens, machten sie sich wieder auf den Weg nach Villefort, trafen aber in der Nähe des Weilers Les Aidon bei Villefort auf eine Patrouille der Garde nationale, die von einem Mann namens Laurent, einem ehemaligen Offizier des Régiment d’Hainault, angeführt wurde. De Saillans und sein Anhang wurden verhaftet und zum Haus von Laurent gebracht. Auf die Frage nach seiner Identität gab de Saillans an, Priester aus Barjacs zu sein. Mit der Bitte, ein Bedürfnis zu befriedigen, betrat François-Louis de Saillans einen Stall und versuchte dort hastig sich seiner Brieftasche zu entledigen. Laurent, der das gesehen hatte, ergriff die Papiere und sagte zu ihm, dass er ihn als einen der Anführer der Konterrevolutionäre erkannt habe.

## Das Ende
Die Gefangenen wurden nach Vans gebracht. Ohne Prozess wurden sie dort von der Bevölkerung auf dem „Place de la Grave“ mit Säbeln abgeschlachtet. Der Bürger La Paille aus Largentière trennte seinen Kopf ab, der an der Spitze einer Pike nach Largentière geschafft wurde. So starb der Comte de Saillans, Opfer seiner monarchischen Loyalität und seiner Revolte gegen die Revolution. Um an dieses Massaker zu erinnern, wurde ein heute noch sichtbares Kreuz errichtet. Der Kopf von de Saillans wurde von La Paille am Flussufer in einem Maulbeerbaumfeld verscharrt, wo er 1894 beim Bau eines Hauses gefunden wurde. Er wurde dann in die Kirche Notre-Dame-des-Pommiers in Largentière gebracht und auf dem Sims eines Kapitells deponiert. Dort befindet er sich noch heute.

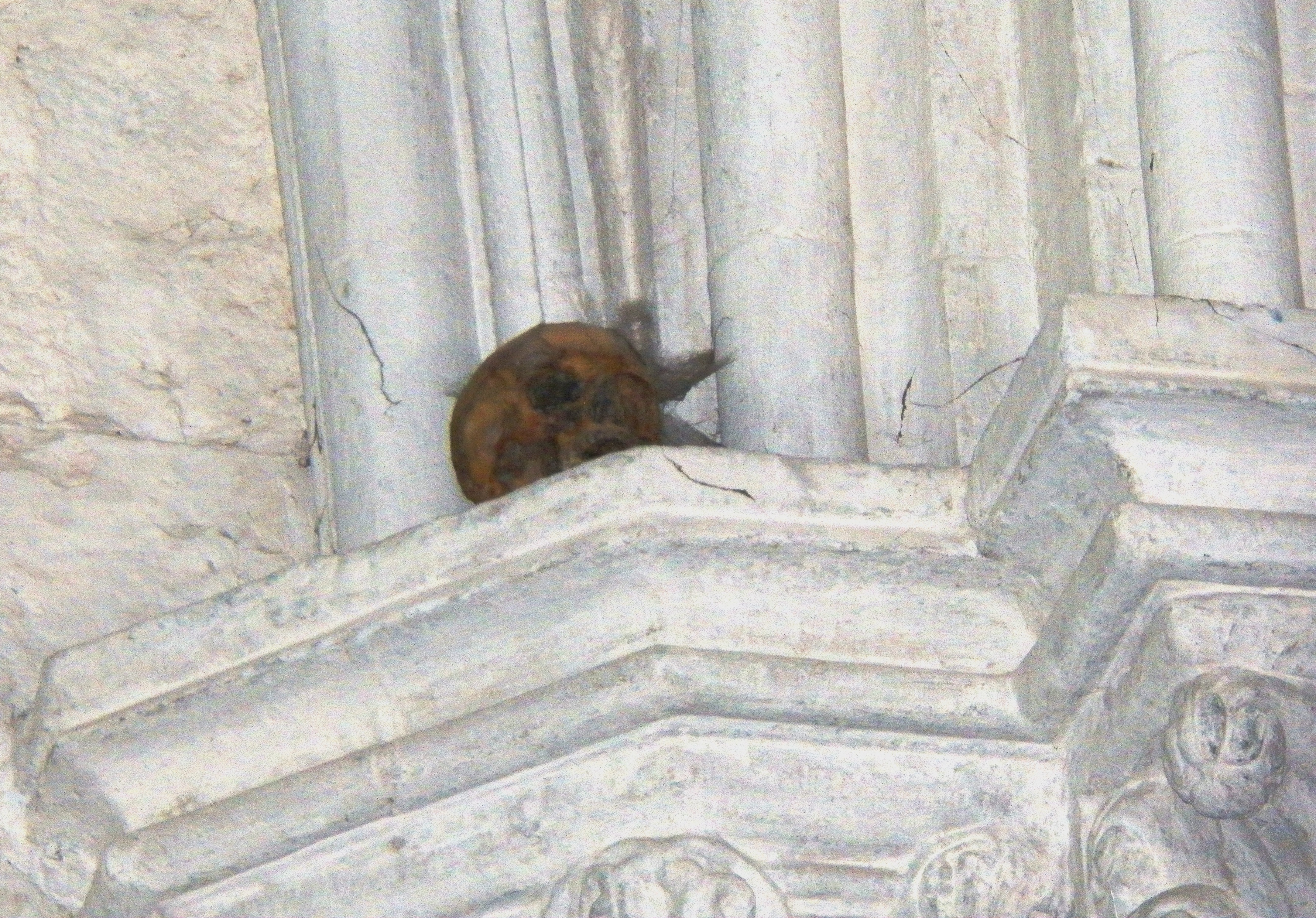
Der Schädel von François-Louis de Saillans in der Kirche Notre-Dame-des-Pommiers in Largentière

Sein Körper wurde nicht an seine Familie zurückgegeben; er wurde in einem Massengrab in Vans beerdigt.